# Есергрун
Есергрун (нід. Eesergroen) — село в нідерландській провінції Дренте. Входить до муніципалітету Боргер-Одорн.
Його площа становить 6,56 км², а населення станом на 2021 рік складало 170 осіб.
Перша згадка про населений пункт датується 1942 роком.